# Alice Morse Earle

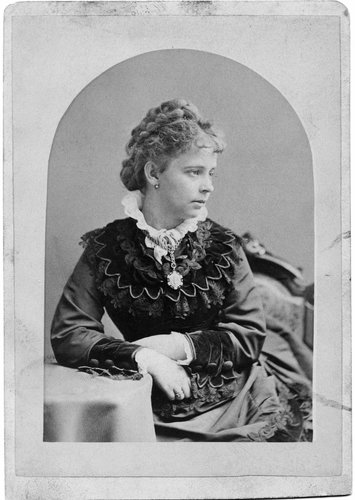
Alice Morse, 1873

Alice Morse Earle (21 de abril de 1851 – 16 de febrero de 1911) fue una historiadora norteamericana. Casada con el aventurero Henry Earle comenzó a escribir en el año 1890 y centró sus estudios en pequeñas historias sociológicas dentro del ámbito norteamericano. Fue pasajera en el buque RMS Republic cuando, en el transcurso de una densa niebla, el barco colisionó con el SS Florida. Durante el proceso de abordaje y traspaso de pasajeros, Alice cayó al agua. Este suceso abortó el viaje que tenía planificado por Egipto y con la salud debilitada falleció dos años después en Hempstead, Long Island.

## Obra
Entre algunas de sus obras se tiene:
- China Collecting in America (1892)
- Customs and Fashions in Old New England (1893)
- Colonial Dames and Goodwives (1895)
- Colonial Days in Old New York (1896)
- Costume of Colonial Times (1894)
- Curious Punishments of Bygone Days  (1896)
- In Old Narragansett: Romances and Realities (1898)
- Home Life in Colonial Days (1898)
- Child Life in Colonial Days (1899)
- Old Time Gardens (1901)
- Sun Dials and Roses of Yesterday (1902)
- Two Centuries of Costume in America, 1620–1820 (2 vols., 1903)